# Uniunea Democrată Internațională
Uniunea Democrată Internațională (UDI) este o alianță internațională a partidelor politice de centru-dreapta, dreapta și conservatoare. Cu sediul în München, Germania, UDI este formată din 73 de membrii din 63 de țări diferite. Este condusă de Stephen Harper fostul prim-ministru al Canadei.
UDI oferă un forum în care partidele politice care au credințe similare se pot reuni și pot face schimb de opinii cu privire la chestiuni de interes politic și organizațional. Aceștia acționează în cooperare, stabilesc contacte și prezintă o voce unită spre promovarea politicilor de centru-dreapta de pe glob. UDI are unele suprapuneri ale partidelor membre cu Internaționala Centrist-Democrată (ICD), dar ICD este mult mai centristă și comunitariană decât UDI.
Grupul a fost fondat în 1983 ca organizație umbrelă pentru Uniunea Democrată Europeană (UDE), Uniunea Democrată Caraibeană (UDC), și Uniunea Democrată din Asia-Pacific (UDAP). Creat la insistența Fundației Konrad Adenauer și a Vicepreședintelui SUA Geoge H. W. Bush, organizația a fost fondată la o reuniune comună a UDE și UDAP la Londra, Regatul Unit.
IDU are mai mulți afiliați regionali: Uniunea Democrată din Africa, Uniunea Partidelor din America Latină, Uniunea Democrată din Asia-Pacific, Uniunea Democrată Caraibeană, și Partidul Conservatorilor și Reformiștilor Europeni. De asemenea, are o aripă de tineret afiliată în Uniunea Internațională a Tinerilor Democrați și o aripă de femei afiliată în Uniunea Internațională a Femeilor Democrate.

## Partide membre

### Membrii cu drepturi depline
| Țară                          | Partid                                                          | Acronim   | Govern                        | Camera inferioară | Camera superioară |
| ----------------------------- | --------------------------------------------------------------- | --------- | ----------------------------- | ----------------- | ----------------- |
| Albania                       | Partidul Democrat din Albania                                   | PD        | în opoziție                   | 59 / 140 (42%)    | 59 / 140 (42%)    |
| Argentina                     | Propunerea Republicană                                          | PRO       | în opoziție                   | 37 / 257 (14%)    | 9 / 72 (13%)      |
| Australia                     | Partidul Liberal din Australia                                  | LIB       | în coaliție                   | 61 / 151 (40%)    | 31 / 76 (41%)     |
| Austria                       | Partidul Popular Austriac                                       | ÖVP       | în coaliție                   | 71 / 183 (39%)    | 26 / 61 (43%)     |
| Azerbaidjan                   | Partidul Național pentru Independență din Azerbaidjan           | AMIP      | Extraparlamentar, în opoziție | 0 / 125 (0%)      | 0 / 125 (0%)      |
| Bangladesh                    | Partidul Naționalist din Bangladesh                             | BNP       | în opoziție                   | 7 / 350 (2%)      | 7 / 350 (2%)      |
| Belarus                       | Partidul BPF                                                    | BPF       | Extraparlamentar, în opoziție | 0 / 110 (0%)      | 0 / 64 (0%)       |
| Belarus                       | Partidul Unit Civic                                             | UCP       | Extraparlamentar, în opoziție | 0 / 110 (0%)      | 0 / 64 (0%)       |
| Bolivia                       | Mișcarea Social Democrată                                       | MDS       | Extraparlamentar, în opoziție | 0 / 130 (0%)      | 0 / 36 (0%)       |
| Bosnia și Herțegovina         | Partidul Acțiunii Democrate                                     | SDA       | în coaliție                   | 9 / 42            | 3 / 15            |
| Bosnia și Herțegovina         | Partidul Progresului Democrat                                   | PDP       | în opoziție                   | 2 / 42 (5%)       | 0 / 15 (0%)       |
| Bosnia și Herțegovina         | Uniunea Democrată Croată din Bosnia și Herțegovina              | HDZ       | în coaliție                   | 16 / 98 (16%)     | 14 / 58 (24%)     |
| Bosnia și Herțegovina         | Uniunea Democrată Croată 1990                                   | HDZ-1990  | în opoziție                   | 2 / 98 (2%)       | 0 / 58 (0%)       |
| Brazilia                      | Democrații                                                      | DEM       | în coaliție                   | 29 / 513 (6%)     | 7 / 81 (9%)       |
| Bulgaria                      | GERB                                                            | GERB      | în coaliție                   | 66 / 240 (28%)    | 66 / 240 (28%)    |
| Bulgaria                      | Uniunea Forțelor Democrate                                      | SDS       | Extraparlamentar, în opoziție | 0 / 240 (0%)      | 0 / 240 (0%)      |
| Canada                        | Partidul Conservator din Canada                                 | CPC / PCC | în opoziție                   | 120 / 338 (36%)   | 20 / 105 (19%)    |
| Chile                         | Uniunea Democrată Indepedentă                                   | UDI       | în coaliție                   | 30 / 155          | 9 / 43            |
| Chile                         | Renașterea Națională                                            | RN        | în coaliție                   | 34 / 155 (22%)    | 8 / 43 (19%)      |
| Republica Chineză             | Kuomintangul din China                                          | KMT       | în opoziție                   | 38 / 113 (34%)    | 38 / 113 (34%)    |
| Columbia                      | Partidul Conservator Columbian                                  | PCC       | în coaliție                   | 21 / 172 (12%)    | 14 / 108 (13%)    |
| Croația                       | Uniunea Democrată Croată                                        | HDZ       | în coaliție                   | 61 / 151 (40%)    |                   |
| Cipru                         | Adunarea Democrată                                              | DISY      | la guvernare                  | 17 / 56 (30%)     | 17 / 56 (30%)     |
| Cehia                         | Partidul Civic Democrat (Republica Cehă)Partidul Civic Democrat | ODS       | la guvernare                  | 34 / 200 (17%)    | 23 / 81 (28%)     |
| Danemarca                     | Partidul Popular Conservator                                    | DKF       | în opoziție                   | 12 / 179 (7%)     | 12 / 179 (7%)     |
| Republica Dominicană          | Forța Națională Progresistă                                     | FNP       | Extraparlamentar, în opoziție | 0 / 190 (0%)      | 0 / 32 (0%)       |
| Ecuador                       | Partidul Creștin Social (Ecuador)Partidul Creștin Social        | PSC       | în opoziție                   | 15 / 137 (11%)    | 15 / 137 (11%)    |
| El Salvador                   | Alianța Național Republicană                                    | ARENA     | în opoziție                   | 37 / 84 (44%)     | 37 / 84 (44%)     |
| Estonia                       | Isamaa                                                          |           | în opoziție                   | 12 / 101 (12%)    | 12 / 101 (12%)    |
| Finlanda                      | Partidul Coaliției Naționale                                    | Kok       | la guvernare                  | 48 / 200 (24%)    | 48 / 200 (24%)    |
| Georgia                       | Mișcarea Națională Unită                                        | UNM       | în opoziție                   | 36 / 150 (24%)    | 36 / 150 (24%)    |
| Germania                      | Uniunea Creștin-Democrată                                       | CDU       | în opoziție                   | 152 / 709 (21%)   | 22 / 69 (32%)     |
| Germania                      | Uniunea Creștin-Socială din Bavaria                             | CSU       | în opoziție                   | 45 / 709          | 4 / 69            |
| Ghana                         | Noul Partid Patriotic                                           | NPP       | la guvernare                  | 137 / 275 (50%)   | 137 / 275 (50%)   |
| Grecia                        | Noua Democrație                                                 | ND        | la guvernare                  | 158 / 300 (53%)   | 158 / 300 (53%)   |
| Grenada                       | Noul Partid Național                                            | NNP       | la guvernare                  | 15 / 15 (100%)    | 7 / 13 (54%)      |
| Guatemala                     | Partidul Unionist                                               | PU        | în coaliție                   | 3 / 160 (2%)      | 3 / 160 (2%)      |
| Honduras                      | Partidul Național din Honduras                                  | PNH       | la guvernare                  | 61 / 128 (48%)    | 61 / 128 (48%)    |
| Ungaria                       | Fidesz                                                          |           | la guvernare                  | 117 / 199 (59%)   | 117 / 199 (59%)   |
| Islanda                       | Partidul Indepedenței                                           | D         | în coaliție                   | 16 / 63 (25%)     | 16 / 63 (25%)     |
| India                         | Partidul Bharatiya Janata                                       | BJP       | la guvernare                  | 302 / 543         | 93 / 245          |
| Israel                        | Partidul Likud                                                  | Likud     | în coaliție                   | 32 / 120 (27%)    | 32 / 120 (27%)    |
| Jamaica                       | Partidul Laburist din Jamaica                                   | JLP       | la guvernare                  | 49 / 63 (78%)     | 13 / 21 (62%)     |
| Kenya                         | Partidul Democrat din Kenya                                     | DP        | în opoziție                   | 1 / 394 (0%)      | 0 / 67 (0%)       |
| Liban                         | Forțele Libaneze                                                |           | în opoziție                   | 15 / 128 (12%)    | 15 / 128 (12%)    |
| Lituania                      | Uniunea Patriei - Creștin-Democrații Lituanieni                 | TS-LKD    | în coaliție                   | 50 / 141 (35%)    | 50 / 141 (35%)    |
| Maldive                       | Partidul Maldivian Democrat                                     | MDP       | la guvernare                  | 65 / 87 (75%)     | 65 / 87 (75%)     |
| Republica Moldova             | Partidul Liberal Democrat din Moldova                           | PLDM      | Extraparlamentar, în opoziție | 0 / 101 (0%)      | 0 / 101 (0%)      |
| Republica Moldova             | Partidul Acțiune și Solidaritate                                | PAS       | la guvernare                  | 63 / 101 (62%)    | 63 / 101 (62%)    |
| Mongolia                      | Partidul Democrat                                               | DP        | în opoziție                   | 11 / 76 (14%)     | 11 / 76 (14%)     |
| Muntenegru                    | Mișcarea pentru Schimbare                                       | PzP       | în coaliție                   | 5 / 81 (6%)       | 5 / 81 (6%)       |
| Maroc                         | Partidul Istiqlal                                               |           | în opoziție                   | 46 / 395 (12%)    | 24 / 120 (20%)    |
| Noua Zeelandă                 | Partidul Național                                               | NAT       | în opoziție                   | 33 / 120 (28%)    | 33 / 120 (28%)    |
| Nicaragua                     | Partidul Conservator                                            | PCN       | în opoziție                   | 1 / 92 (1%)       | 1 / 92 (1%)       |
| Macedonia de Nord             | VMRO-DPMNE                                                      |           | în opoziție                   | 36 / 120 (30%)    | 36 / 120 (30%)    |
| Norvegia                      | Partidul Conservator                                            | H         | în coaliție                   | 45 / 169 (27%)    | 45 / 169 (27%)    |
| Panama                        | Schimbarea Democrată                                            | CD        | în opoziție                   | 18 / 71 (25%)     | 18 / 71 (25%)     |
| Paraguay                      | Partidul Colorado                                               | ANR-PC    | la guvernare                  | 42 / 80 (53%)     | 17 / 45 (38%)     |
| Peru                          | Partidul Popular Creștin                                        | PPC       | Extraparlamentar, în opoziție | 0 / 130 (0%)      | 0 / 130 (0%)      |
| Portugalia                    | CDS – Partidul Popular                                          | CDS–PP    | în opoziție                   | 5 / 230 (2%)      | 5 / 230 (2%)      |
| România                       | Partidul Național Liberal                                       | PNL       | în coaliție                   | 49 / 330 (15%)    | 22 / 134 (16%)    |
| Saint Lucia                   | Partidul Muncitoresc Unit                                       | UWP       | la guvernare                  | 11 / 17 (65%)     | 6 / 11 (55%)      |
| Sfântul Vicențiu și Grenadine | Noul Partid Democrat                                            | NDP       | în opoziție                   | 6 / 15 (40%)      | 6 / 15 (40%)      |
| Serbia                        | Partidul Progresist din Serbia                                  | SNS       | la guvernare                  | 103 / 250 (41%)   | 103 / 250 (41%)   |
| Slovenia                      | Partidul Democrat Sloven                                        | SDS       | în coaliție                   | 26 / 90 (29%)     | 26 / 90 (29%)     |
| Coreea de Sud                 | Partidul Puterii Populare                                       | PPP       | în opoziție                   | 112 / 300 (37%)   | 112 / 300 (37%)   |
| Spania                        | Partidul Popular                                                | PP        | în opoziție                   | 137 / 350 (39%)   | 140 / 266 (53%)   |
| Sri Lanka                     | Partidul Național Unit                                          | UNP       | în opoziție                   | 1 / 225 (0%)      | 1 / 225 (0%)      |
| Suedia                        | Partidul Moderat                                                | M         | în opoziție                   | 70 / 349 (20%)    | 70 / 349 (20%)    |
| Tanzania                      | Chama Cha Demokrasia Na Maendeleo                               | CHADEMA   | în opoziție                   | 20 / 393 (5%)     | 20 / 393 (5%)     |
| Uganda                        | Forumul pentru Schimbarea Democrată                             | FDC       | în opoziție                   | 36 / 375 (10%)    | 36 / 375 (10%)    |
| Ucraina                       | Batkivshchyna                                                   | VOB       | în opoziție                   | 24 / 450 (5%)     | 24 / 450 (5%)     |
| Regatul Unit                  | Partidul Conservator și Unionist                                | CON       | la guvernare                  | 365 / 650 (56%)   | 263 / 786 (33%)   |
| Statele Unite ale Americii    | Partidul Republican                                             | R / GOP   | în opoziție                   | 221 / 435 (51%)   | 49 / 100 (49%)    |
| Venezuela                     | Proiectul Venezuela                                             | PV        | Extraparlamentar, în opoziție | 0 / 167 (0%)      | 0 / 167 (0%)      |

## Președinți
| Președinte     | A preluat funcția | A părăsit funcția | Afiliere politică | Țară          |
| -------------- | ----------------- | ----------------- | ----------------- | ------------- |
| William Hague  | 1997              | 2002              | Conservator       | Regatul Unit  |
| John Howard    | 2002              | 2014              | Liberal           | Australia     |
| Sir John Key   | 2014              | 2018              | Național          | Noua Zeelandă |
| Stephen Harper | 2018              | prezent           | Conservator       | Canada        |